# Élections en Équateur

## Organisation
Le tribunal suprême électoral (Tribunal Supremo Electoral) supervise tous les votes avec l'aide des organisations internationales compétentes.
Le suffrage est universel et obligatoire pour les personnes âgées de 18 à 65 et facultatif pour les votants âgés de 16 à 18 ans, de plus de 65 ans, les analphabètes, les militaires, les policiers et les résidents étrangers en Équateur depuis plus de 5 ans.

## Président
Le président de la république de l'Équateur est élu en même temps que le vice-président pour un mandat de cinq ans par le biais d'une version modifiée du scrutin uninominal majoritaire à deux tours. Si aucun candidat ne remporte la majorité absolue des suffrages exprimés lors du premier tour, ou plus de 40 % des voix avec au moins dix points d'avance sur celui arrivé en deuxième position, un second tour est organisé dans les quarante cinq jours entre les deux candidats arrivés en tête. Est alors élu celui qui reçoit le plus grand nombre de suffrages. Le président est par ailleurs limité à un maximum de deux mandats consécutifs. Le vote est facultatif à partir de 16 ans et obligatoire à partir de 18 ans.
Tout candidat à la présidence ou à la vice-présidence doit obligatoirement posséder la nationalité équatorienne de naissance, être âgé d'au moins 32 ans au moment du dépôt de sa candidature, disposer pleinement de ses droits civiques et ne pas être sujet à l'une des interdictions établies dans la Constitution. Cette dernière impose également la parité des binômes, un candidat à la présidence ne pouvant avoir pour colistier qu'une personne de sexe opposé,.

## Assemblée nationale

Sièges par province.

L'Assemblée nationale (Asamblea Nacional) est un parlement unicaméral composé de 137 sièges pourvus pour quatre ans selon un mode de scrutin mixte principalement proportionnel.
Sur ce total, 116 sièges sont pourvus au scrutin proportionnel plurinominal avec listes ouvertes dans 31 circonscriptions de 2 à 6 sièges appelés districts. Chacune des 24 provinces correspond à un district à l'exception des trois plus peuplées — Guayas, Pichincha et Manabí —, qui sont subdivisées en plusieurs districts : quatre pour les provinces du Guayas et du Pichincha, deux pour la province du Manabí. Le nombre de sièges par province varie ainsi entre deux pour les provinces les moins peuplées et 20 pour la Province du Guayas. Après décompte des suffrages, les sièges sont répartis à la proportionnelle dans chaque district selon la méthode d'Hondt.
À ces sièges s'ajoutent 15 autres également pourvus au scrutin proportionnel plurinominal dans une unique circonscription nationale, répartis selon la méthode de Sainte-Laguë.
Enfin, 6 sièges réservés à la diaspora des équatoriens vivant à l'étranger sont pourvus dans trois circonscriptions de deux sièges chacune au scrutin majoritaire plurinominal. Les électeurs disposent de deux voix qu'ils attribuent à raison d'une voix par candidats. Après décompte des suffrages, les deux candidats arrivés en tête dans chaque circonscription sont élus.
Les listes doivent obligatoirement alterner entre candidats de chaque sexe. Les députés sont par ailleurs limités à un maximum de deux mandats, consécutifs ou non.
L'âge minimum ouvrant le droit de vote est de 16 ans, et le vote est obligatoire de 18 à 65 ans.